# Hafnium
Le hafnium (ou l'hafnium) est l'élément chimique de numéro atomique 72, de symbole Hf.
Le hafnium ressemble chimiquement au zirconium et on le trouve dans tous les minerais de zirconium. Le corps simple hafnium est un métal de transition tétravalent d'un aspect gris argenté. On l'utilise dans les alliages de tungstène pour la confection de filaments et d'électrodes, et comme absorbeur de neutrons dans les barres (ou croix) de contrôle de la réactivité nucléaire. L'abondance du hafnium dans la croûte terrestre est de 5,8 ppm.

## Caractéristiques notables

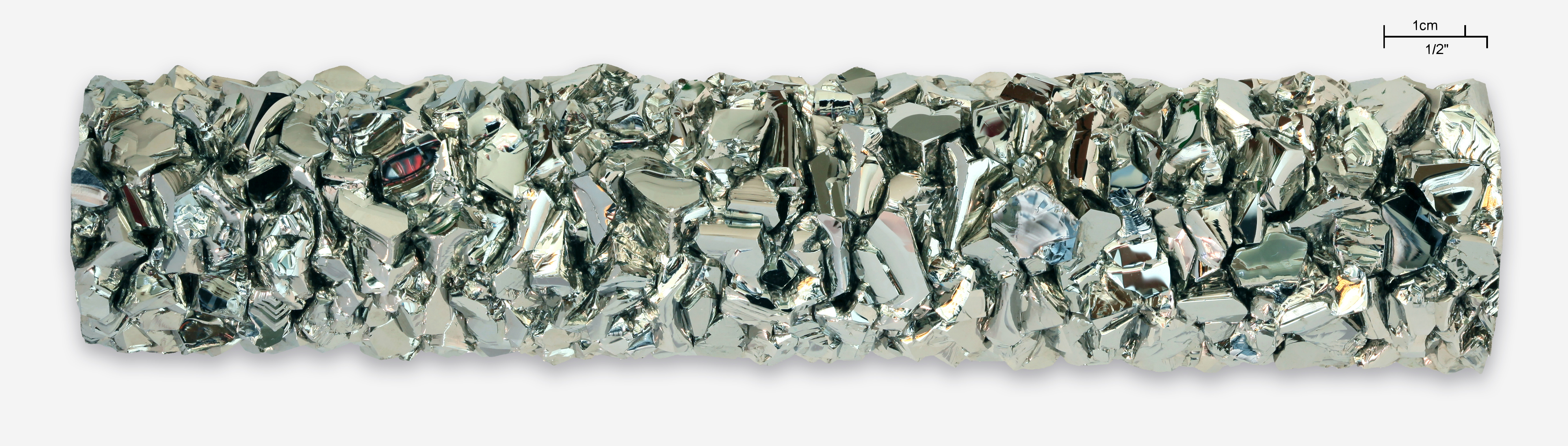
Lingot de hafnium cristallisé.

C'est un métal ductile, brillant et argenté. Il résiste à la corrosion et est chimiquement semblable au zirconium. Les propriétés du hafnium sont affectées par la présence d'impuretés de zirconium et ces deux éléments sont parmi les plus difficiles à séparer. La seule différence notable entre eux est la densité (le zirconium est deux fois moins dense que le hafnium). Comme pour le zirconium, le hafnium est extrait du minerai comme métal pur en réduisant le tétra-halogénure par le magnésium, la réaction est faite sous atmosphère d'argon car les deux métaux pourraient se combiner avec d'autres gaz (l'azote, par exemple).
Le hafnium résiste à la corrosion dans l'air et dans l'eau du fait de la formation d'un film d'oxyde (passivation), bien que le hafnium en poudre se consume dans l'air. Il n'est pas affecté par les alcalins ou les acides, à l'exception de l'acide fluorhydrique.
Comme le titane et le zirconium, les deux autres éléments stables du groupe 4 de la classification périodique, il présente deux formes cristallines allotropiques : hexagonale compacte à température ambiante (phase α), et cubique centrée à haute température (phase β) ; leur température de transition se situe aux alentours de 1 750 °C.
Comme la plupart des métaux rares, le hafnium est une ressource non renouvelable, la quasi-totalité de la ressource vient de l'épuration du zirconium.
Caractéristiques physiques (complémentaires de celles données ci-contre)
- Rayon atomique = 0,167 nm
- Rayon ionique = 0,081 nm
- Coefficient de dilatation thermique entre 0  et   100 °C = 6,0–6 /K

Caractéristiques mécaniques
- À 20 °C
  - Dureté Brinell = 1 400 à 1 600 MPa
  - Résistance à la traction = 350 à 500 MPa
  - Limite élastique à 0,2 % = 150 à 250 MPa
  - Allongement = 30 % à 40 %
  - Module d'élasticité = 140 000 MPa
  - Résilience = 6 à 7 kgm/cm2
- À 320 °C
  - Résistance à la traction = 280 MPa
  - Limite élastique à 0,2 % = 150 MPa
  - Allongement = 45 %
  - Module d'élasticité = 100 000 MPa
  - Résilience = 11 kgm/cm2

## Isotopes
Le hafnium possède 36 isotopes connus, de nombre de masse variant entre 153 et 188, ainsi que 27 isomères nucléaires. Parmi ces isotopes, cinq sont stables, 176Hf, 177Hf, 178Hf, 179Hf et 180Hf et avec 174Hf, un radioisotope à vie longue (demi-vie de 2×1015 années — plus de 100 000 fois l'âge de l'univers), représentent la totalité du hafnium naturel, dans des proportions variant de 0,16 % (174Hf) à 35 % (180Hf). On attribue au hafnium une masse atomique standard de 178,49(2) u.

## Applications

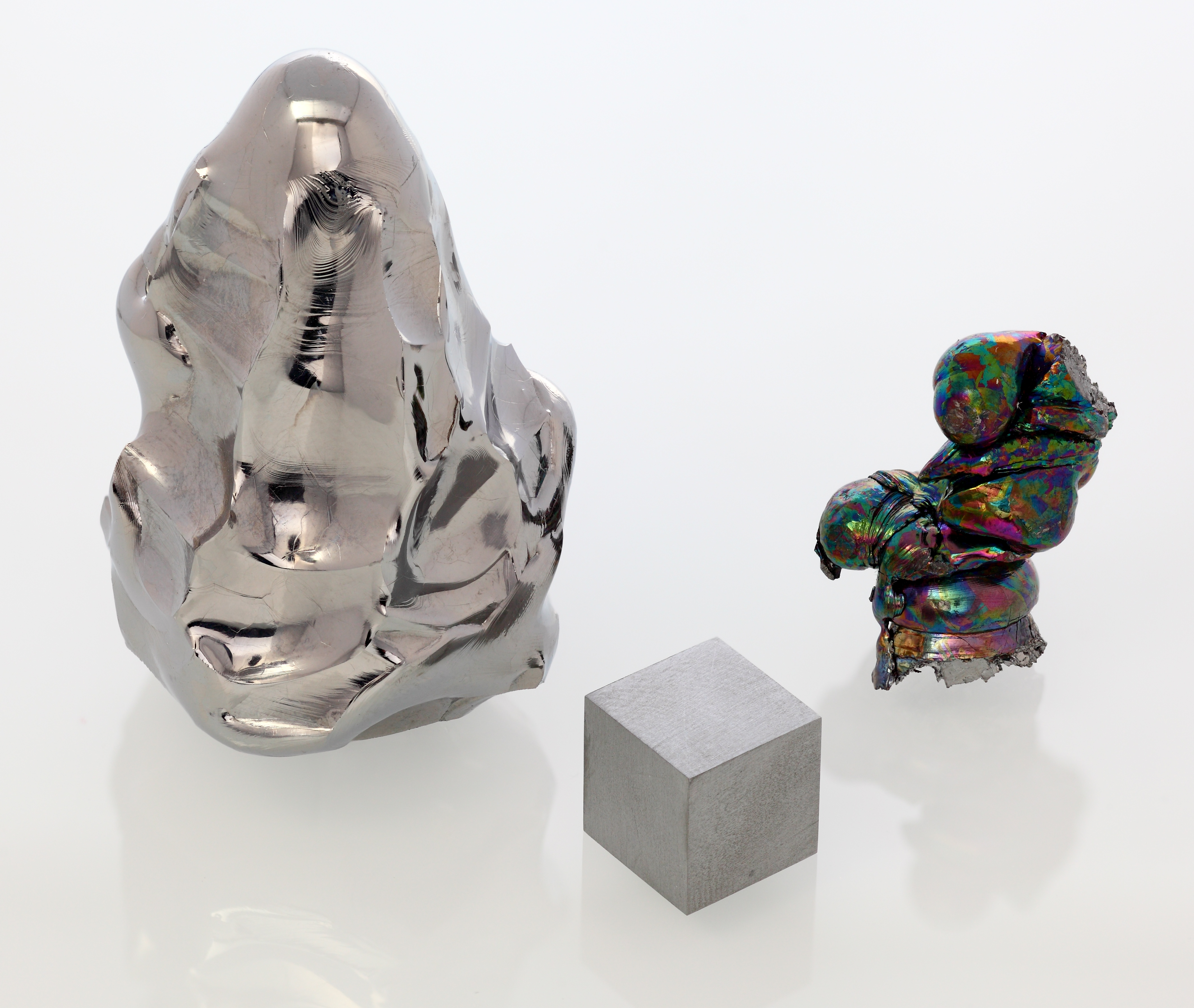
Hafnium, soudé par faisceau d'électrons (à droite). Cube d'un cm de côté au premier plan.

Le hafnium est principalement utilisé dans les systèmes de contrôle neutronique de réacteur nucléaire, par exemple, ceux des sous-marins, notamment grâce à sa grande capacité à absorber les neutrons. Sa section efficace de capture des neutrons thermiques pondérée sur l'ensemble des isotopes stables est de 103 barn, ce qui n'est pas très élevé en comparaison des autres matériaux utilisables (cadmium 2 450 b, bore 759 b, gadolinium 49 000b, indium 194 b, erbium 160 b, dysprosium 930 b, europium 4 100 b, etc.) mais représente presque 600 fois celle du zirconium. Il capture également dans le domaine épi-thermique. Tous les isotopes naturels sont capturants à des degrés variables ce qui fait que son efficacité ne varie que modérément dans le cours du fonctionnement du réacteur. En outre, il présente de très bonnes propriétés mécaniques et une excellente résistance à la corrosion. La densité élevée facilite à géométrie donnée la chute gravitaire dans le cœur. Le réacteur expérimental allemand FRM II utilise le hafnium comme barre de contrôle.
Vis-à-vis du zirconium utilisé dans l'industrie nucléaire le hafnium absorbeur de neutron est une impureté gênante.
Autres utilisations :
- Utilisation pour contrôler la recristallisation des filaments de tungstène des lampes à incandescence.
- Dans les alliages de fer, tantale, titane.
- En microélectronique, le dioxyde de hafnium est utilisé comme diélectrique high-k en remplacement du dioxyde de silicium, notamment pour les grilles des transistors MOSFET. Il est par exemple utilisé chez Intel depuis sa microarchitecture Core[9],[10].
- Cathode dans les torches de découpage des métaux au plasma
- En oncologie, l'oxyde de hafnium sous forme de nanoparticules en solution fait l'objet d'une large série d'essais cliniques prometteurs comme amplificateur des effets de la radiothérapie[11]. Il a démontré son efficacité dans un essai de phase III[12]. Certains des essais sont réalisés en combinaison avec d'autres traitements, y compris en immuno-oncologie.
- Métal utilisé par des métallocènes destinés à la polymérisation des oléfines

L'isomère 178m2Hf serait susceptible de libérer son énergie d'excitation sous l'effet d'une stimulation extérieure aux rayons X, phénomène connu comme « émission gamma induite » dont la réalité physique demeure à ce jour encore largement débattue.

## Histoire
La présence d'un élément dans des composés contenant du zirconium est envisagée dès 1825 : à cette date, Johann August Friedrich Breithaupt prétend que l'ostranite contient un élément alors inconnu qu'il nomme ostranium (symbole ?).
En 1845, Lars Fredrik Svanberg publie un article dans lequel il annonce avoir isolé un nouvel oxyde associé au zirconia dans le minéral nordite. Il nomme l'oxyde norderde (« terre du nord ») et le nouvel élément norium (symbole No ou Nr). Cependant, ses contemporains ne parviennent pas à reproduire ses résultats.
En 1869, Henry Clifton Sorby prétend que la jargonite contient un oxyde qu'il nomme jargonia, ce dernier contenant un nouvel élément qu'il nomme jargonium (symbole Jg).
La même année, Arthur Herbert Church annonce avoir identifié le nigrium, un nouvel élément (symbole ?), dans le zircon. Church déclare que l'élément qu'il a découvert est identique au jargonium mais qu'il l'a découvert avant Sorby, dès 1866, mais sans le nommer. La découverte de l'élément est finalement partagée entre Sorby et Church par l’American Journal of Mining, qui retient le nom jargonium. Sorby annonce ensuite que la découverte du jargonium est erronée et résulte de l'analyse d'un spectre de zircon impur.
En 1901, Wilhelm Prandtl et Karl Andreas Hofman annoncent la présence d'un oxyde inconnu (terra euxenica) dans le zirconia extrait de l'euxénite. L'élément inconnu de cet oxyde est nommé euxenium (symbole ?). En 1909, Otto Hauser et un collègue montrent que l'annonce de Prandtl et Hofman est non concluante.
En 1914, l'assistant de Vladimir Vernadski, Konstantin Avtonomovich Nenadkevich, pense avoir isolé à partir d'orthite un nouvel élément de masse atomique 178, le situant entre les éléments 71 et 73 déjà connus. Il partage sa découverte avec Vernadski, ce dernier proposant le nom asium (symbole ?). Cette découverte n'est pas confirmée et l'orthite ne contient pas l'élément 72, y compris en tant qu'élément trace.
La découverte de l'élément 72 a également été annoncée en 1907 par Georges Urbain, qui publie ses résultats en 1911. Il déclare l'avoir identifié à partir de la cristallisation fractionnée du lutécium et le nomme celtium (symbole Ct) d'après la population celte. La découverte n'est cependant pas largement reconnue, la publication de 1911 étant imprécise et Urbain ne parvenant pas à déterminer une masse atomique. L'échantillon de celtium est analysé par spectroscopie des rayons X en juin 1914 par Henry Moseley, qui échoue à prouver la présence de l'élément 72. En mai 1922, Urbain annonce la découverte définitive de l'élément 72 sur la base d'une nouvelle spectroscopie des rayons X réalisée par Alexandre Dauvillier d'un mélange d'oxydes de lutécium et d'ytterbium. Cette annonce est ainsi plus largement acceptée. Néanmoins, Urbain considère le celtium comme une terre rare quand Niels Bohr pense que le dernier élément de ce groupe est l'élément 71 et que l'élément 72 serait ainsi un homologue du zirconium.
George de Hevesy et Dirk Coster, des collaborateurs de Bohr, cherchent ainsi l'élément 72 dans des minéraux contenant du zirconium et annoncent sa découverte depuis Copenhague (Danemark) en janvier 1923. Ils le nomment initialement danium (symbole ?) mais le nom hafnium (d'après le toponyme Hafnia, nom latin de Copenhague) est reconnu dans la publication de la découverte,.
En réaction à cette annonce, Alexander Scott rend public, début 1923, le fait qu'il a isolé un oxyde inconnu en 1918 à partir d'un sable noir néo-zélandais qui pourrait correspondre à l'oxyde de l'élément 72. Scott propose le nom oceanium et envoie l'oxyde inconnu à Hevesy et Coster pour déterminer si l'élément 72 est présent. Le résultat est négatif pour l'élément 72 comme pour tout autre élément inconnu. En février 1923, Dauvillier et Urbain déclarent que l'annonce de Coster et Hevesy devrait être considérée comme la découverte de celtium dans des minéraux contenant du zirconium et non comme la découverte de l'élément 72. Dès lors une controverse a lieu quant à l'attribution de la découverte de l'élément 72 entre les deux groupes. Coster et Hevesy montre que les propriétés du hafnium sont bien similaires à celles du zirconium et donc que l'hypothèse de Dauvillier et Urbain d'un élément 72 appartenant aux terres rares est erronée. Ces derniers considèrent donc par la suite l'élément 72 comme homologue du zirconium. Urbain reconnait également que l'annonce de 1911 était erronée. La revendication de découverte d'Urbain et Dauvillier repose ainsi sur le spectre dans le domaine des rayons X de 1922, spectre qui est critiqué par Coster et Hevesy qui le croîent non conclusif. La plaque comportant le spectre du celtium avait ainsi été étudiée en juillet 1922 par Manne Siegbahn, qui a déclaré à Coster n'avoir retrouvé aucune des deux raies signalées par Dauvillier comme celles du celtium. Néanmoins, Dauvillier publie en décembre 1923 des photographies des raies du celtium qu'il a identifiées mais leur origine demeure incertaine. Les chimistes sont divisés quant à l'attribution de la découverte : Friedrich Adolf Paneth soutient Hevesy et Coster, Bohuslav Brauner accuse ces derniers d'avoir volé la découverte à Dauvillier et Urbain et la communauté des chimistes français soutient Urbain et Dauvillier (en particulier, la Société chimique de France place le celtium dans son tableau périodique jusque dans les années 1940). Parallèlement, le groupe danois conteste également les découvertes revendiquées par Urbain des éléments 70 et 71. L'Union internationale de chimie pure et appliquée (UICPA) ne place pas l'élément 72 dans le tableau périodique par neutralité puis propose l'usage des noms celtium et hafnium à égalité. Finalement, la découverte de l'élément 72 est progressivement attribuée au groupe danois et le nom hafnium reconnu.

## Effets sur la santé
Ce métal est complètement insoluble dans l'eau, les solutions salines ou les produits chimiques du corps.
Le hafnium sous forme de métal n'a aucune toxicité connue. Aucun signe et symptôme d'exposition chronique au hafnium n'ont été rapportés chez l'homme.
L'exposition au hafnium peut se produire par inhalation, ingestion et par contact avec l'œil ou la peau.
Une surexposition au hafnium et à ses composés peut causer une légère irritation oculaire ou de la peau et des muqueuses.
Le hafnium sous la forme de métal ne pose normalement pas de problème mais tous les composés du hafnium devraient être considérés comme toxiques, bien que les premières études effectuées semblent suggérer que le danger est limité.
Sous forme tritide, associé à du tritium, et inhalé, il peut rendre le tritium plus dangereux qu'en cas d'inhalation d'eau tritiée.
La poussière du métal présente un risque d'incendie et d'explosion.

## Effets sur l'environnement
Effets sur les animaux : les données sur la toxicité du métal de hafnium ou de sa poussière sont limitées. Les études sur des animaux indiquent que les composés de hafnium causent des dommages à l'œil, à la peau, au foie et irritent les muqueuses des membranes. La DL50 orale pour le tétrachlorure de hafnium chez les rats est de 2,362 mg·kg-1, et la DL50 intrapéritonéale chez les souris pour l'oxychlorure de hafnium est de 112 mg·kg-1.
Aucun effet négatif sur l'environnement n'a été rapporté.